# Josep Gelabert i Rincón
Josep Gelabert i Rincón (El Morell, Tarragonès, 1859 - Llagostera, Gironès, 6 de febrer de 1936) fou un prevere, pintor, geòleg i publicista català.
Va recollir múltiples mostres de material volcànic que posteriorment va estudiar, algunes de les quals enviava periòdicament al Museo de Ciencias Naturales de Madrid. El 1905 va participar en la fundació del Museu d'Olot en fou membre de la junta i hi lliurà la seva col·lecció privada, posteriorment traslladada a la Torre Castanys del Parc Nou d'Olot. En una conferència l'11 de setembre del 1917 esdevingué la primera persona que va reclamar la protecció de la zona volcànica de la Garrotxa, que en aquell moment va anomenar la Vora-Tosca, una demanda per la que ha estat qualificat de "pioner" i "transgressor".